# Henryk Bożek
Henryk Maksymilian Bożek (ur. 1924, zm. 1994) – polski piłkarz, środkowy napastnik.
Był długoletnim piłkarzem Garbarni Kraków, występował w jej barwach w pierwszej lidze. Wcześniej grał w Górniku 09 Mysłowice. W reprezentacji Polski debiutował w rozegranym 14 maja 1950 spotkaniu z Rumunią, drugi i ostatni raz zagrał w tym samym roku.

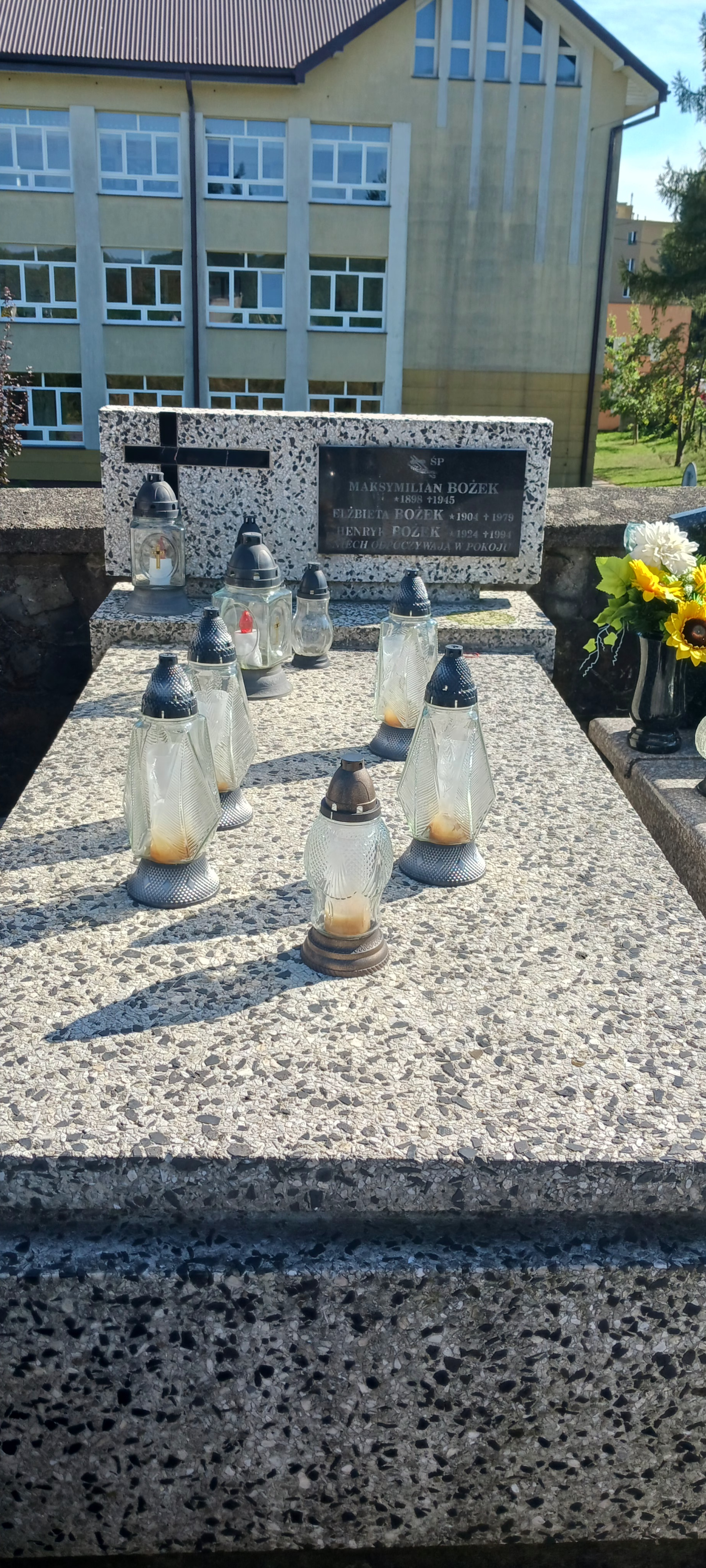
Grób Henryka Bożka na cmentarzu przy ul. Cmentarnej w Gorlicach